# Kennet Andersson
Bernt Kennet Andersson (Eskilstuna, 6 ottobre 1967) è un dirigente sportivo ed ex calciatore svedese, di ruolo attaccante, attuale direttore sportivo dell'IFK Göteborg.

## Caratteristiche tecniche
Molto abile nel gioco aereo grazie alle sue capacità in elevazione, era un attaccante dotato di grande spirito di sacrificio e avvezzo a mandare in gol i compagni di squadra. Fabio Cannavaro lo ha indicato come il calciatore più difficile da marcare in assoluto sulle palle aeree.

## Carriera

### Giocatore

#### Club

Andersson con la maglia del

Dopo i primi anni nelle serie minori svedesi viene acquistato dall'IFK Göteborg in cui gioca 3 anni, nell'ultimo di questi segna 13 gol in 16 partite, in seguito viene acquistato dal Malines in cui però non brilla nei due anni di militanza, a metà della seconda stagione viene ceduto al Norrköping in cui riesplode come cannoniere segnando 8 gol in 13 partite. 
Poi andrà in Francia nel Lilla e Caen riscuotendo un buon successo, prima di arrivare in Italia, a Bari e Bologna dove vince con i felsinei la Coppa Intertoto.
All'inizio della stagione 1999-2000 si trasferisce alla Lazio dove conquista la Supercoppa europea nella finale unica allo stadio Louis II di Monaco contro il Manchester Utd. Con la Lazio colleziona solo due presenze in campionato senza realizzare reti, prima di ritornare al Bologna. Chiuderà la sua carriera giocando prima in Turchia nel Fenerbahçe e poi in Svezia nelle file del Gårda, squadra neopromossa nella sesta serie nazionale.

#### Nazionale
Con la nazionale partecipò nel 1992 al campionato europeo giocato in patria e chiuso in semifinale contro la Germania (segnò una rete nel torneo), e poi nel mondiale americano del 1994 in cui fu la rivelazione del torneo segnando contro il Brasile (futuro campione) nel girone eliminatorio, poi una doppietta all'Arabia Saudita negli ottavi di finale, poi nei quarti il gol al minuto 115' che consentì agli svedesi di pareggiare contro i romeni che vincevano 2-1 (la Svezia passò poi il turno ai rigori), in semifinale ritrovò il Brasile che vinse per 1-0, e nella finale di consolazione Andersson segnò ancora alla Bulgaria il suo quinto gol, la Svezia vinse 4-0 e concluse con un inaspettato quanto meritato terzo posto.
Fu l'ultimo giocatore a segnare un gol ai Mondiali 1994 in quanto la finale fra il Brasile e l'Italia è finita 0-0.

### Dirigente sportivo
Dal 2018, Andersson entra a far parte dei quadri dirigenziali dell'IFK Göteborg prima in veste di membro del consiglio direttivo per poi ricoprire l'incarico come direttore sportivo del club svedese.

## Statistiche

### Presenze e reti nei club
| Stagione              | Squadra               | Campionato            | Campionato | Campionato | Coppe nazionali | Coppe nazionali | Coppe nazionali | Coppe continentali | Coppe continentali | Coppe continentali | Altre coppe | Altre coppe | Altre coppe | Totale | Totale |
| Stagione              | Squadra               | Comp                  | Pres       | Reti       | Comp            | Pres            | Reti            | Comp               | Pres               | Reti               | Comp        | Pres        | Reti        | Pres   | Reti   |
| --------------------- | --------------------- | --------------------- | ---------- | ---------- | --------------- | --------------- | --------------- | ------------------ | ------------------ | ------------------ | ----------- | ----------- | ----------- | ------ | ------ |
| 1985                  | IFK Eskilstuna        | D2                    | 5          | 0          | SC              | ?               | ?               | -                  | -                  | -                  | -           | -           | -           | 5+     | 0+     |
| 1986                  | IFK Eskilstuna        | D2                    | 19         | 2          | SC              | ?               | ?               | -                  | -                  | -                  | -           | -           | -           | 19+    | 2+     |
| 1987                  | IFK Eskilstuna        | D1                    | 26         | 8          | SC              | ?               | ?               | -                  | -                  | -                  | -           | -           | -           | 26+    | 8+     |
| 1988                  | IFK Eskilstuna        | D1                    | 26         | 10         | SC              | ?               | ?               | -                  | -                  | -                  | -           | -           | -           | 26+    | 10+    |
| Totale IFK Eskilstuna | Totale IFK Eskilstuna | Totale IFK Eskilstuna | 76         | 20         |                 | ?               | ?               |                    | -                  | -                  |             | -           | -           | 76+    | 20+    |
| 1989                  | IFK Göteborg          | AS                    | 22         | 7          | SC              | ?               | ?               | CC+CI+UEFA         | 2+4+2              | 0+2+0              | -           | -           | -           | 30+    | 9+     |
| 1990                  | IFK Göteborg          | AS                    | 25         | 9          | SC              | ?               | ?               | -                  | -                  | -                  | -           | -           | -           | 25+    | 9+     |
| gen.-giu. 1991        | IFK Göteborg          | AS                    | 16         | 13         | SC              | ?               | ?               | -                  | -                  | -                  | -           | -           | -           | 16+    | 13+    |
| Totale IFK Göteborg   | Totale IFK Göteborg   | Totale IFK Göteborg   | 63         | 29         |                 | ?               | ?               |                    | 8                  | 2                  |             | -           | -           | 71+    | 31+    |
| 1991-1992             | Malines               | DI                    | 25         | 6          | CB              | 3               | 0               | UEFA               | 2                  | 0                  | -           | -           | -           | 30     | 6      |
| 1992-1993             | Malines               | DI                    | 7          | 1          | CB              | 0               | 0               | UEFA               | 0                  | 0                  | -           | -           | -           | 7      | 1      |
| Totale Malines        | Totale Malines        | Totale Malines        | 32         | 7          |                 | 3               | 0               |                    | 2                  | 0                  |             | -           | -           | 37     | 7      |
| gen.-giu. 1993        | IFK Norrköping        | AS                    | 13         | 8          | SC              | ?               | ?               | -                  | -                  | -                  | -           | -           | -           | 13+    | 8+     |
| 1993-1994             | Lilla                 | D1                    | 32         | 12         | CF              | 1               | 0               | -                  | -                  | -                  | -           | -           | -           | 33     | 12     |
| 1994-1995             | Caen                  | D1                    | 31         | 9          | CF+CDLL         | 1+2             | 0+2             | -                  | -                  | -                  | -           | -           | -           | 34     | 11     |
| 1995-1996             | Bari                  | A                     | 33         | 12         | CI              | 1               | 0               | -                  | -                  | -                  | -           | -           | -           | 34     | 12     |
| 1996-1997             | Bologna               | A                     | 29         | 8          | CI              | 6               | 3               | -                  | -                  | -                  | -           | -           | -           | 35     | 11     |
| 1997-1998             | Bologna               | A                     | 32         | 12         | CI              | 1               | 0               | -                  | -                  | -                  | -           | -           | -           | 33     | 12     |
| 1998-1999             | Bologna               | A                     | 25+2       | 6+1        | CI              | 4               | 0               | CI+UEFA            | 4+8                | 1+0                | -           | -           | -           | 43     | 8      |
| Totale Bologna        | Totale Bologna        | Totale Bologna        | 88         | 27         |                 | 11              | 3               |                    | 12                 | 1                  |             | -           | -           | 111    | 31     |
| lug.-nov. 1999        | Lazio                 | A                     | 2          | 0          | CI              | 0               | 0               | UCL                | 0                  | 0                  | SC-UEFA     | 0           | 0           | 2      | 0      |
| nov. 1999-2000        | Bologna               | A                     | 28         | 7          | CI              | 1               | 0               | -                  | -                  | -                  | -           | -           | -           | 29     | 7      |
| 2000-2001             | Fenerbahçe            | 1L                    | 27         | 10         | TK              | 2               | 1               | -                  | -                  | -                  | -           | -           | -           | 29     | 11     |
| 2001-2002             | Fenerbahçe            | 1L                    | 29         | 5          | TK              | 2               | 0               | UCL                | 3                  | 0                  | -           | -           | -           | 34     | 5      |
| Totale Fenerbahçe     | Totale Fenerbahçe     | Totale Fenerbahçe     | 56         | 15         |                 | 4               | 1               |                    | 3                  | 0                  |             | -           | -           | 63     | 16     |
| 2005                  | Gårda BK              | D4                    | 18         | 14         | SC              | ?               | ?               | -                  | -                  | -                  | -           | -           | -           | 18+    | 14+    |
| Totale carriera       | Totale carriera       | Totale carriera       | 472        | 160        |                 | 24+             | 6+              |                    | 25                 | 3                  |             | 0           | 0           | 521+   | 169+   |

### Cronologia presenze e reti in Nazionale
| Cronologia completa delle presenze e delle reti in nazionale ― Svezia | Cronologia completa delle presenze e delle reti in nazionale ― Svezia | Cronologia completa delle presenze e delle reti in nazionale ― Svezia | Cronologia completa delle presenze e delle reti in nazionale ― Svezia | Cronologia completa delle presenze e delle reti in nazionale ― Svezia | Cronologia completa delle presenze e delle reti in nazionale ― Svezia | Cronologia completa delle presenze e delle reti in nazionale ― Svezia | Cronologia completa delle presenze e delle reti in nazionale ― Svezia |
| Data                                                                  | Città                                                                 | In casa                                                               | Risultato                                                             | Ospiti                                                                | Competizione                                                          | Reti                                                                  | Note                                                                  |
| --------------------------------------------------------------------- | --------------------------------------------------------------------- | --------------------------------------------------------------------- | --------------------------------------------------------------------- | --------------------------------------------------------------------- | --------------------------------------------------------------------- | --------------------------------------------------------------------- | --------------------------------------------------------------------- |
| 16-2-1990                                                             | Dubai                                                                 | Emirati Arabi Uniti                                                   | 0 – 2                                                                 | Svezia                                                                | Amichevole                                                            | -                                                                     |                                                                       |
| 22-8-1990                                                             | Stavanger                                                             | Norvegia                                                              | 1 – 2                                                                 | Svezia                                                                | Amichevole                                                            | -                                                                     |                                                                       |
| 5-9-1990                                                              | Västerås                                                              | Svezia                                                                | 0 – 1                                                                 | Danimarca                                                             | Amichevole                                                            | -                                                                     | 74’                                                                   |
| 26-9-1990                                                             | Stoccolma                                                             | Svezia                                                                | 2 – 0                                                                 | Bulgaria                                                              | Amichevole                                                            | 1                                                                     | 83’                                                                   |
| 17-4-1991                                                             | Nea Filadelfeia                                                       | Grecia                                                                | 2 – 2                                                                 | Svezia                                                                | Amichevole                                                            | -                                                                     | 86’                                                                   |
| 1-5-1991                                                              | Stoccolma                                                             | Svezia                                                                | 6 – 0                                                                 | Austria                                                               | Amichevole                                                            | 3                                                                     |                                                                       |
| 5-6-1991                                                              | Stoccolma                                                             | Svezia                                                                | 2 – 2                                                                 | Colombia                                                              | Amichevole                                                            | 1                                                                     |                                                                       |
| 13-6-1991                                                             | Göteborg                                                              | Svezia                                                                | 2 – 3 dts                                                             | Unione Sovietica                                                      | Torneo Scania 100 - Semifinale                                        | -                                                                     |                                                                       |
| 15-6-1991                                                             | Malmö                                                                 | Svezia                                                                | 4 – 0                                                                 | Danimarca                                                             | Torneo Scania 100 - Finale 3º-4º posto                                | 1                                                                     |                                                                       |
| 8-8-1991                                                              | Oslo                                                                  | Norvegia                                                              | 1 – 2                                                                 | Svezia                                                                | Amichevole                                                            | -                                                                     |                                                                       |
| 4-9-1991                                                              | Stoccolma                                                             | Svezia                                                                | 4 – 3                                                                 | Jugoslavia                                                            | Amichevole                                                            | -                                                                     |                                                                       |
| 9-10-1991                                                             | Zurigo                                                                | Svizzera                                                              | 3 – 1                                                                 | Svezia                                                                | Amichevole                                                            | -                                                                     | 59’                                                                   |
| 22-4-1992                                                             | Tunisi                                                                | Tunisia                                                               | 0 – 1                                                                 | Svezia                                                                | Amichevole                                                            | 1                                                                     | 46’                                                                   |
| 7-5-1992                                                              | Stoccolma                                                             | Svezia                                                                | 5 – 0                                                                 | Polonia                                                               | Amichevole                                                            | 2                                                                     |                                                                       |
| 27-5-1992                                                             | Stoccolma                                                             | Svezia                                                                | 2 – 1                                                                 | Ungheria                                                              | Amichevole                                                            | -                                                                     | 74’                                                                   |
| 10-6-1992                                                             | Stoccolma                                                             | Svezia                                                                | 1 – 1                                                                 | Francia                                                               | Euro 1992 - 1º turno                                                  | -                                                                     | 74’                                                                   |
| 21-6-1992                                                             | Stoccolma                                                             | Svezia                                                                | 2 – 3                                                                 | Germania                                                              | Euro 1992 - Semifinale                                                | 1                                                                     |                                                                       |
| 7-10-1992                                                             | Stoccolma                                                             | Svezia                                                                | 2 – 0                                                                 | Bulgaria                                                              | Qual. Mondiali 1994                                                   | -                                                                     | 87’                                                                   |
| 18-2-1994                                                             | Miami                                                                 | Colombia                                                              | 0 – 0                                                                 | Svezia                                                                | Joe Robbie Cup                                                        | -                                                                     | 80’                                                                   |
| 20-2-1994                                                             | Miami                                                                 | Stati Uniti                                                           | 1 – 3                                                                 | Svezia                                                                | Joe Robbie Cup                                                        | 1                                                                     | 77’                                                                   |
| 20-4-1994                                                             | Wrexham                                                               | Galles                                                                | 0 – 2                                                                 | Svezia                                                                | Amichevole                                                            | -                                                                     | 81’                                                                   |
| 5-5-1994                                                              | Solna                                                                 | Svezia                                                                | 3 – 1                                                                 | Nigeria                                                               | Amichevole                                                            | -                                                                     | 58’                                                                   |
| 5-6-1994                                                              | Stoccolma                                                             | Svezia                                                                | 2 – 0                                                                 | Norvegia                                                              | Amichevole                                                            | -                                                                     | 80’                                                                   |
| 12-6-1994                                                             | Mission Viejo                                                         | Romania                                                               | 1 – 1                                                                 | Svezia                                                                | Amichevole                                                            | -                                                                     | 46’                                                                   |
| 19-6-1994                                                             | Pasadena                                                              | Camerun                                                               | 2 – 2                                                                 | Svezia                                                                | Mondiali 1994 - 1º turno                                              | -                                                                     | 76’                                                                   |
| 24-6-1994                                                             | Detroit                                                               | Russia                                                                | 1 – 3                                                                 | Svezia                                                                | Mondiali 1994 - 1º turno                                              | -                                                                     | 41’ 84’                                                               |
| 28-6-1994                                                             | Detroit                                                               | Brasile                                                               | 1 – 1                                                                 | Svezia                                                                | Mondiali 1994 - 1º turno                                              | 1                                                                     |                                                                       |
| 3-7-1994                                                              | Dallas                                                                | Svezia                                                                | 3 – 1                                                                 | Arabia Saudita                                                        | Mondiali 1994 - Ottavi di finale                                      | 2                                                                     |                                                                       |
| 10-7-1994                                                             | Palo Alto                                                             | Romania                                                               | 2 – 2 dts (4 – 5 dtr)                                                 | Svezia                                                                | Mondiali 1994 - Quarti di finale                                      | 1                                                                     |                                                                       |
| 13-7-1994                                                             | Pasadena                                                              | Svezia                                                                | 0 – 1                                                                 | Brasile                                                               | Mondiali 1994 - Semifinale                                            | -                                                                     |                                                                       |
| 16-7-1994                                                             | Pasadena                                                              | Bulgaria                                                              | 0 – 4                                                                 | Svezia                                                                | Mondiali 1994 - Finale 3º posto                                       | 1                                                                     | 82’                                                                   |
| 17-8-1994                                                             | Örebro                                                                | Svezia                                                                | 4 – 2                                                                 | Lituania                                                              | Amichevole                                                            | -                                                                     |                                                                       |
| 7-9-1994                                                              | Reykjavík                                                             | Islanda                                                               | 0 – 1                                                                 | Svezia                                                                | Qual. Euro 1996                                                       | -                                                                     |                                                                       |
| 12-10-1994                                                            | Berna                                                                 | Svizzera                                                              | 4 – 2                                                                 | Svezia                                                                | Qual. Euro 1996                                                       | 1                                                                     |                                                                       |
| 16-11-1994                                                            | Solna                                                                 | Svezia                                                                | 2 – 0                                                                 | Ungheria                                                              | Qual. Euro 1996                                                       | -                                                                     |                                                                       |
| 8-3-1995                                                              | Limassol                                                              | Cipro                                                                 | 3 – 3                                                                 | Svezia                                                                | Amichevole                                                            | 1                                                                     |                                                                       |
| 29-3-1995                                                             | Istanbul                                                              | Turchia                                                               | 2 – 1                                                                 | Svezia                                                                | Qual. Euro 1996                                                       | 1                                                                     |                                                                       |
| 26-4-1995                                                             | Budapest                                                              | Ungheria                                                              | 2 – 1                                                                 | Svezia                                                                | Qual. Euro 1996                                                       | -                                                                     | 35’                                                                   |
| 1-6-1995                                                              | Solna                                                                 | Svezia                                                                | 1 – 1                                                                 | Islanda                                                               | Qual. Euro 1996                                                       | -                                                                     |                                                                       |
| 4-6-1995                                                              | Birmingham                                                            | Brasile                                                               | 1 – 0                                                                 | Svezia                                                                | Amichevole                                                            | -                                                                     | 77’                                                                   |
| 8-6-1995                                                              | Leeds                                                                 | Inghilterra                                                           | 3 – 3                                                                 | Svezia                                                                | Amichevole                                                            | 1                                                                     | 85’                                                                   |
| 10-6-1995                                                             | Nottingham                                                            | Giappone                                                              | 2 – 2                                                                 | Svezia                                                                | Amichevole                                                            | 2                                                                     |                                                                       |
| 16-8-1995                                                             | Malmö                                                                 | Svezia                                                                | 1 – 0                                                                 | Stati Uniti                                                           | Amichevole                                                            | -                                                                     | 59’                                                                   |
| 6-9-1995                                                              | Göteborg                                                              | Svezia                                                                | 0 – 0                                                                 | Svizzera                                                              | Qual. Euro 1996                                                       | -                                                                     |                                                                       |
| 11-10-1995                                                            | Stoccolma                                                             | Svezia                                                                | 2 – 0                                                                 | Scozia                                                                | Amichevole                                                            | -                                                                     | 81’                                                                   |
| 24-4-1996                                                             | Belfast                                                               | Irlanda del Nord                                                      | 1 – 2                                                                 | Svezia                                                                | Amichevole                                                            | -                                                                     | 59’                                                                   |
| 9-5-1996                                                              | Helsingborg                                                           | Svezia                                                                | 2 – 1                                                                 | Slovacchia                                                            | Amichevole                                                            | -                                                                     |                                                                       |
| 16-5-1996                                                             | Seul                                                                  | Corea del Sud                                                         | 0 – 2                                                                 | Svezia                                                                | Amichevole                                                            | -                                                                     | 75’                                                                   |
| 1-6-1996                                                              | Solna                                                                 | Svezia                                                                | 5 – 1                                                                 | Bielorussia                                                           | Qual. Mondiali 1998                                                   | 2                                                                     |                                                                       |
| 14-8-1996                                                             | Göteborg                                                              | Svezia                                                                | 0 – 1                                                                 | Danimarca                                                             | Amichevole                                                            | -                                                                     | 67’                                                                   |
| 1-9-1996                                                              | Riga                                                                  | Lettonia                                                              | 1 – 2                                                                 | Svezia                                                                | Qual. Mondiali 1998                                                   | 1                                                                     |                                                                       |
| 9-10-1996                                                             | Solna                                                                 | Svezia                                                                | 0 – 1                                                                 | Austria                                                               | Qual. Mondiali 1998                                                   | -                                                                     | 42’                                                                   |
| 10-11-1996                                                            | Glasgow                                                               | Scozia                                                                | 1 – 0                                                                 | Svezia                                                                | Qual. Mondiali 1998                                                   | -                                                                     | 17’                                                                   |
| 12-3-1997                                                             | Ramat Gan                                                             | Israele                                                               | 0 – 1                                                                 | Svezia                                                                | Amichevole                                                            | -                                                                     | 62’                                                                   |
| 2-4-1997                                                              | Parigi                                                                | Francia                                                               | 1 – 0                                                                 | Svezia                                                                | Amichevole                                                            | -                                                                     |                                                                       |
| 30-4-1997                                                             | Göteborg                                                              | Svezia                                                                | 2 – 1                                                                 | Scozia                                                                | Qual. Mondiali 1998                                                   | 2                                                                     |                                                                       |
| 22-5-1997                                                             | Stoccolma                                                             | Svezia                                                                | 2 – 2                                                                 | Polonia                                                               | Amichevole                                                            | -                                                                     |                                                                       |
| 8-6-1997                                                              | Tallinn                                                               | Estonia                                                               | 2 – 3                                                                 | Svezia                                                                | Qual. Mondiali 1998                                                   | 1                                                                     | 85’                                                                   |
| 6-8-1997                                                              | Malmö                                                                 | Svezia                                                                | 1 – 0                                                                 | Lituania                                                              | Amichevole                                                            | -                                                                     | 74’                                                                   |
| 20-8-1997                                                             | Minsk                                                                 | Bielorussia                                                           | 1 – 2                                                                 | Svezia                                                                | Qual. Mondiali 1998                                                   | 1                                                                     | 54’                                                                   |
| 6-9-1997                                                              | Vienna                                                                | Austria                                                               | 1 – 0                                                                 | Svezia                                                                | Qual. Mondiali 1998                                                   | -                                                                     |                                                                       |
| 10-9-1997                                                             | Stoccolma                                                             | Svezia                                                                | 1 – 0                                                                 | Lettonia                                                              | Qual. Mondiali 1998                                                   | -                                                                     | 68’                                                                   |
| 25-3-1998                                                             | Vigo                                                                  | Spagna                                                                | 4 – 0                                                                 | Svezia                                                                | Amichevole                                                            | -                                                                     |                                                                       |
| 28-5-1998                                                             | Malmö                                                                 | Svezia                                                                | 3 – 0                                                                 | Danimarca                                                             | Amichevole                                                            | -                                                                     | 62’                                                                   |
| 2-6-1998                                                              | Göteborg                                                              | Svezia                                                                | 1 – 0                                                                 | Italia                                                                | Amichevole                                                            | 1                                                                     | 57’                                                                   |
| 10-2-1999                                                             | Tunisi                                                                | Tunisia                                                               | 0 – 1                                                                 | Svezia                                                                | Amichevole                                                            | -                                                                     |                                                                       |
| 27-3-1999                                                             | Göteborg                                                              | Svezia                                                                | 2 – 0                                                                 | Lussemburgo                                                           | Qual. Euro 2000                                                       | -                                                                     |                                                                       |
| 31-3-1999                                                             | Chorzów                                                               | Polonia                                                               | 0 – 1                                                                 | Svezia                                                                | Qual. Euro 2000                                                       | -                                                                     |                                                                       |
| 5-6-1999                                                              | Londra                                                                | Inghilterra                                                           | 0 – 0                                                                 | Svezia                                                                | Qual. Euro 2000                                                       | -                                                                     | 90’                                                                   |
| 18-8-1999                                                             | Malmö                                                                 | Svezia                                                                | 0 – 0                                                                 | Austria                                                               | Amichevole                                                            | -                                                                     |                                                                       |
| 4-9-1999                                                              | Solna                                                                 | Svezia                                                                | 1 – 0                                                                 | Bulgaria                                                              | Qual. Euro 2000                                                       | -                                                                     |                                                                       |
| 8-9-1999                                                              | Lussemburgo                                                           | Lussemburgo                                                           | 0 – 1                                                                 | Svezia                                                                | Qual. Euro 2000                                                       | -                                                                     |                                                                       |
| 9-10-1999                                                             | Solna                                                                 | Svezia                                                                | 2 – 0                                                                 | Polonia                                                               | Qual. Euro 2000                                                       | 1                                                                     |                                                                       |
| 23-2-2000                                                             | Palermo                                                               | Italia                                                                | 1 – 0                                                                 | Svezia                                                                | Amichevole                                                            | -                                                                     | 46’                                                                   |
| 26-4-2000                                                             | Copenaghen                                                            | Danimarca                                                             | 0 – 1                                                                 | Svezia                                                                | Amichevole                                                            | -                                                                     | 84’                                                                   |
| 3-6-2000                                                              | Göteborg                                                              | Svezia                                                                | 1 – 1                                                                 | Spagna                                                                | Amichevole                                                            | -                                                                     | 66’                                                                   |
| 10-6-2000                                                             | Bruxelles                                                             | Belgio                                                                | 2 – 1                                                                 | Svezia                                                                | Euro 2000 - 1º turno                                                  | -                                                                     |                                                                       |
| 15-6-2000                                                             | Eindhoven                                                             | Svezia                                                                | 0 – 0                                                                 | Turchia                                                               | Euro 2000 - 1º turno                                                  | -                                                                     | cap. 46’                                                              |
| 19-6-2000                                                             | Eindhoven                                                             | Italia                                                                | 2 – 1                                                                 | Svezia                                                                | Euro 2000 - 1º turno                                                  | -                                                                     | 75’                                                                   |
| 16-8-2000                                                             | Reykjavík                                                             | Islanda                                                               | 2 – 1                                                                 | Svezia                                                                | Campionato nordico di calcio                                          | -                                                                     |                                                                       |
| 2-9-2000                                                              | Baku                                                                  | Azerbaigian                                                           | 0 – 1                                                                 | Svezia                                                                | Qual. Mondiali 2002                                                   | -                                                                     |                                                                       |
| 7-10-2000                                                             | Göteborg                                                              | Svezia                                                                | 1 – 1                                                                 | Turchia                                                               | Qual. Mondiali 2002                                                   | -                                                                     |                                                                       |
| 11-10-2000                                                            | Bratislava                                                            | Slovacchia                                                            | 0 – 0                                                                 | Svezia                                                                | Qual. Mondiali 2002                                                   | -                                                                     | 82’                                                                   |
| Totale                                                                |                                                                       | Presenze                                                              | 83                                                                    |                                                                       | Reti (6º posto)                                                       | 31                                                                    |                                                                       |

## Palmarès

### Club

#### Competizioni nazionali
- Campionato svedese: 2

IFK Göteborg: 1990, 1991
- Campionato turco: 1

Fenerbahçe: 2000-2001

#### Competizioni internazionali
- Coppa Intertoto UEFA: 1

Bologna: 1998
- Supercoppa UEFA: 1

Lazio: 1999

### Individuale
- Capocannoniere dell'Allsvenskan: 1

1991 (13 gol)